# Sukhjeet Singh
Pour les articles homonymes, voir Singh.
Sukhjeet Singh né le 5 décembre 1996, est un joueur indien de hockey sur gazon. Il évolue au poste d'attaquant au Punjab National Bank et avec l'équipe nationale indienne.

## Carrière
Il a fait ses débuts le 27 février 2022 contre l'Espagne à la 3e saison de la Ligue professionnelle (2021-2022).

## Palmarès
- : 3e à la Ligue professionnelle 2021-2022